# Veslování na Letních olympijských hrách 2012 – ženský skif
Soutěž ženského skifu na Letních olympijských hrách 2012 v Londýně se konala od 28. července do 4. srpna v lokalitě Dorney Lake (Eton Dorney).

## Kalendář
Pozn. Všechny časy jsou v britském letním čase (UTC+1).
| Datum                    | Čas   | Kolo           |
| ------------------------ | ----- | -------------- |
| Sobota 28. července 2012 | 13:30 | Rozjížďky      |
| Neděle 29. července 2012 | 10:20 | Opravy         |
| Úterý 31. července 2012  | 11:40 | Čtvrtfinále    |
| Čtvrtek 2. srpna 2012    | 09:30 | Semifinále C/D |
| Čtvrtek 2. srpna 2012    | 11:10 | Semifinále     |
| Sobota 4. srpna 2012     | 09:30 | Finále E       |
| Sobota 4. srpna 2012     | 09:50 | Finále D       |
| Sobota 4. srpna 2012     | 10:20 | Finále C       |
| Sobota 4. srpna 2012     | 11:00 | Finále B       |
| Sobota 4. srpna 2012     | 12:30 | Finále         |

## Výsledky
Q = postup do další fáze, R = účast v opravách

### Rozjížďky
První čtyři veslařky z každé rozjížďky postoupily do čtvrtfinále, zbylé se zúčastnily oprav.

#### Rozjížďka 1
| Poř. | Veslařka              | Země        | Čas     | Pozn. |
| ---- | --------------------- | ----------- | ------- | ----- |
| 1    | Emma Twiggová         | Nový Zéland | 7:40,24 | Q     |
| 2    | Donata Vištartaitėová | Litva       | 7:43,07 | Q     |
| 3    | Sanita Puspureová     | Irsko       | 7:49,35 | Q     |
| 4    | Kissya da Costaová    | Brazílie    | 8:07,75 | Q     |
| 5    | Lucia Palermová       | Argentina   | 8:07,89 | R     |
| 6    | Soulmaz Abbasiová     | Írán        | 8:17,46 | R     |

#### Rozjížďka 2
| Poř. | Veslařka               | Země        | Čas     | Pozn. |
| ---- | ---------------------- | ----------- | ------- | ----- |
| 1    | Kim Crowová            | Austrálie   | 7:41,18 | Q     |
| 2    | Natalija Mustafajevová | Ázerbájdžán | 7:46,01 | Q     |
| 3    | Micheen Thornycroftová | Zimbabwe    | 7:47,10 | Q     |
| 4    | Yariulvis Cobasová     | Kuba        | 7:48,58 | Q     |
| 5    | Camila Vargas Palomová | Salvador    | 8:01,60 | R     |
| 6    | Kim Ye-Ji              | Jižní Korea | 8:04,68 | R     |

#### Rozjížďka 3
| Poř. | Veslařka                          | Země       | Čas     | Pozn. |
| ---- | --------------------------------- | ---------- | ------- | ----- |
| 1    | Miroslava Knapková                | Česko      | 7:24,17 | Q     |
| 2    | Fie Udby Erichsenová              | Dánsko     | 7:29,37 | Q     |
| 3    | Marie Louise Drägerová            | Německo    | 7:44,23 | Q     |
| 4    | Phuttharaksa Neegree Rodenburgová | Thajsko    | 7:52,62 | Q     |
| 5    | Světlana Germanovičová            | Kazachstán | 8:01,94 | R     |
| 6    | Racha Soulaová                    | Tunisko    | 8:19,31 | R     |

#### Rozjížďka 4
| Poř. | Veslařka                      | Země     | Čas     | Pozn. |
| ---- | ----------------------------- | -------- | ------- | ----- |
| 1    | Zhang Xiuyun                  | Čína     | 7:21,49 | Q     |
| 2    | Frida Svenssonová             | Švédsko  | 7:32,61 | Q     |
| 3    | Gabriela Mosqueira Benitezová | Paraguay | 7:52,07 | Q     |
| 4    | Haruna Sakakibaraová          | Japonsko | 7:52,98 | Q     |
| 5    | Shwe Zin Lattová              | Myanmar  | 8:10,15 | R     |

#### Rozjížďka 5
| Poř. | Veslařka                  | Země                   | Čas     | Pozn. |
| ---- | ------------------------- | ---------------------- | ------- | ----- |
| 1    | Jekatěrina Karstenová     | Bělorusko              | 7:30,31 | Q     |
| 2    | Julia Levinaová           | Rusko                  | 7:32,06 | Q     |
| 3    | Genevra Stoneová          | Spojené státy americké | 7:33,68 | Q     |
| 4    | Debora Oakley Gonzalezová | Mexiko                 | 8:00,17 | Q     |
| 5    | Amina Roubaová            | Alžírsko               | 8:15,94 | R     |

### Opravy
První dvě z každé opravy postoupily do čtvrtfinále, ostatní do finále E.

#### Oprava 1
| Poř. | Veslařka               | Země        | Čas     | Pozn. |
| ---- | ---------------------- | ----------- | ------- | ----- |
| 1    | Kim Ye-Ji              | Jižní Korea | 7:50,64 | Q     |
| 2    | Lucia Palermová        | Argentina   | 7:52,49 | Q     |
| 3    | Světlana Germanovičová | Kazachstán  | 7:53,63 |       |
| 4    | Amina Roubaová         | Alžírsko    | 8:12,83 |       |

#### Oprava 2
| Poř. | Veslařka               | Země     | Čas     | Pozn. |
| ---- | ---------------------- | -------- | ------- | ----- |
| 1    | Camila Vargas Palomová | Salvador | 7:53,38 | Q     |
| 2    | Soulmaz Abbasiová      | Írán     | 8:05,99 | Q     |
| 3    | Shwe Zin Lattová       | Myanmar  | 8:09,59 |       |
| 4    | Racha Soulaová         | Tunisko  | 8:10,76 |       |

### Čtvrtfinále
První tři veslařky z každého čtvrtfinále postoupily do semifinále A/B, zbylé do semifinále C/D.

#### Čtvrtfinále 1
| Poř. | Veslařka                      | Země        | Čas     | Pozn. |
| ---- | ----------------------------- | ----------- | ------- | ----- |
| 1    | Kim Crowová                   | Austrálie   | 7:34,29 | Q     |
| 2    | Emma Twiggová                 | Nový Zéland | 7:39,07 | Q     |
| 3    | Marie Louise Drägerová        | Německo     | 7:52,17 | Q     |
| 4    | Debora Oakley Gonzalezová     | Mexiko      | 8:10,97 |       |
| 5    | Gabriela Mosqueira Benitezová | Paraguay    | 8:14,36 |       |
| 6    | Soulmaz Abbasiová             | Írán        | 8:27,28 |       |

#### Čtvrtfinále 2
| Poř. | Veslařka               | Země                   | Čas     | Pozn. |
| ---- | ---------------------- | ---------------------- | ------- | ----- |
| 1    | Miroslava Knapková     | Česko                  | 7:35,35 | Q     |
| 2    | Genevra Stoneová       | Spojené státy americké | 7:39,67 | Q     |
| 3    | Frida Svenssonová      | Švédsko                | 7:40,64 | Q     |
| 4    | Sanita Puspureová      | Irsko                  | 7:44,19 |       |
| 5    | Yariulvis Cobasová     | Kuba                   | 7:56,89 |       |
| 6    | Camila Vargas Palomová | Salvador               | 8:07,67 |       |

#### Čtvrtfinále 3
| Poř. | Veslařka                          | Země      | Čas     | Pozn. |
| ---- | --------------------------------- | --------- | ------- | ----- |
| 1    | Zhang Xiuyun                      | Čína      | 7:39,58 | Q     |
| 2    | Julia Levinaová                   | Rusko     | 7:41,28 | Q     |
| 3    | Donata Vištartaitėová             | Litva     | 7:45,68 | Q     |
| 4    | Micheen Thornycroftová            | Zimbabwe  | 7:56,66 |       |
| 5    | Lucia Palermová                   | Argentina | 8:06,47 |       |
| 6    | Phuttharaksa Neegree Rodenburgová | Thajsko   | 8:16,50 |       |

#### Čtvrtfinále 4
| Poř. | Veslařka               | Země        | Čas     | Pozn. |
| ---- | ---------------------- | ----------- | ------- | ----- |
| 1    | Fie Udby Erichsenová   | Dánsko      | 7:38,93 | Q     |
| 2    | Jekatěrina Karstenová  | Bělorusko   | 7:42,00 | Q     |
| 3    | Natalija Mustafajevová | Ázerbájdžán | 8:00,26 | Q     |
| 4    | Kim Ye-Ji              | Jižní Korea | 8:00,26 |       |
| 5    | Haruna Sakakibaraová   | Japonsko    | 8:12,26 |       |
| 6    | Kissya da Costaová     | Brazílie    | 8:12,85 |       |

### Semifinále

#### Semifinále C/D (13. až 24. místo)
První tři z každého semifinále postoupily do finále C, ostatní do finále D.

##### Semifinále 1
| Poř. | Veslařka                          | Země      | Čas     | Pozn. |
| ---- | --------------------------------- | --------- | ------- | ----- |
| 1    | Sanita Puspureová                 | Irsko     | 7:51,69 | Q     |
| 2    | Kissya da Costaová                | Brazílie  | 8:01,64 | Q     |
| 3    | Phuttharaksa Neegree Rodenburgová | Thajsko   | 8:03,91 | Q     |
| 4    | Lucia Palermová                   | Argentina | 8:09,85 |       |
| 5    | Debora Oakley Gonzalezová         | Mexiko    | 8:14,03 |       |
| 6    | Soulmaz Abbasiová                 | Írán      | 8:30,74 |       |

##### Semifinále 2
| Poř. | Veslařka                      | Země        | Čas     | Pozn. |
| ---- | ----------------------------- | ----------- | ------- | ----- |
| 1    | Micheen Thornycroftová        | Zimbabwe    | 7:51,02 | Q     |
| 2    | Yariulvis Cobasová            | Kuba        | 7:54,22 | Q     |
| 3    | Camila Vargas Palomová        | Salvador    | 7:57,22 | Q     |
| 4    | Kim Ye-Ji                     | Jižní Korea | 7:59,78 |       |
| 5    | Haruna Sakakibaraová          | Japonsko    | 8:05,65 |       |
| 6    | Gabriela Mosqueira Benitezová | Paraguay    | 8:10,15 |       |

#### Semifinále A/B (1. až 12. místo)
První tři veslařky z každého semifinále postoupily do finále A, ostatní do finále B.

##### Semifinále 1
| Poř. | Veslařka               | Země      | Čas     | Pozn. |
| ---- | ---------------------- | --------- | ------- | ----- |
| 1    | Miroslava Knapková     | Česko     | 7:42,57 | Q     |
| 2    | Kim Crowová            | Austrálie | 7:44,69 | Q     |
| 3    | Jekatěrina Karstenová  | Bělorusko | 7:44,94 | Q     |
| 4    | Julia Levinaová        | Rusko     | 7:48,95 |       |
| 5    | Donata Vištartaitėová  | Litva     | 7:56,05 |       |
| 6    | Marie Louise Drägerová | Německo   | 8:01,05 |       |

##### Semifinále 2
| Poř. | Veslařka               | Země                   | Čas     | Pozn. |
| ---- | ---------------------- | ---------------------- | ------- | ----- |
| 1    | Fie Udby Erichsenová   | Dánsko                 | 7:44,33 | Q     |
| 2    | Zhang Xiuyun           | Čína                   | 7:45,58 | Q     |
| 3    | Emma Twiggová          | Nový Zéland            | 7:46,71 | Q     |
| 4    | Genevra Stoneová       | Spojené státy americké | 7:52,98 |       |
| 5    | Frida Svenssonová      | Švédsko                | 7:54,52 |       |
| 6    | Natalija Mustafajevová | Ázerbájdžán            | 8:06,83 |       |

### Finále

#### Finále E (25. až 28. místo)
| Poř. | Veslařka               | Země       | Čas     | Pozn. |
| ---- | ---------------------- | ---------- | ------- | ----- |
| 1    | Světlana Germanovičová | Kazachstán | 8:37,08 |       |
| 2    | Amina Roubaová         | Alžírsko   | 8:42,23 |       |
| 3    | Racha Soulaová         | Tunisko    | 8:49,47 |       |
| 4    | Shwe Zin Lattová       | Myanmar    | 8:56,06 |       |

#### Finále D (19. až 24. místo)
| Poř. | Veslařka                      | Země        | Čas     | Pozn. |
| ---- | ----------------------------- | ----------- | ------- | ----- |
| 1    | Kim Ye-Ji                     | Jižní Korea | 8:32,57 |       |
| 2    | Gabriela Mosqueira Benitezová | Paraguay    | 8:34,51 |       |
| 3    | Lucia Palermová               | Argentina   | 8:40,38 |       |
| 4    | Debora Oakley Gonzalezová     | Mexiko      | 8:40,70 |       |
| 5    | Haruna Sakakibaraová          | Japonsko    | 8:42,90 |       |
| 6    | Soulmaz Abbasiová             | Írán        | 8:57,98 |       |

#### Finále C (13. až 18. místo)
| Poř. | Veslařka                          | Země     | Čas     | Pozn.        |
| ---- | --------------------------------- | -------- | ------- | ------------ |
| 1    | Sanita Puspureová                 | Irsko    | 7:59,77 |              |
| 2    | Micheen Thornycroftová            | Zimbabwe | 8:07,52 |              |
| 3    | Yariulvis Cobasová                | Kuba     | 8:14,59 |              |
| 4    | Camila Vargas Palomová            | Salvador | 8:19,75 |              |
| 5    | Phuttharaksa Neegree Rodenburgová | Thajsko  | 8:34,11 |              |
| –    | Kissya da Costaová                | Brazílie |         | nestartovala |

#### Finále B (7. až 12. místo)
| Poř. | Veslařka               | Země                   | Čas     | Pozn. |
| ---- | ---------------------- | ---------------------- | ------- | ----- |
| 1    | Genevra Stoneová       | Spojené státy americké | 7:45,24 |       |
| 2    | Donata Vištartaitėová  | Litva                  | 7:47,94 |       |
| 3    | Julia Levinaová        | Rusko                  | 7:49,22 |       |
| 4    | Frida Svenssonová      | Švédsko                | 7:56,42 |       |
| 5    | Marie Louise Drägerová | Německo                | 8:11,71 |       |
| 6    | Natalija Mustafajevová | Ázerbájdžán            | 8:23,64 |       |

#### Finále A (1. až 6. místo)
| Poř.             | Veslařka              | Země        | Čas     | Pozn. |
| ---------------- | --------------------- | ----------- | ------- | ----- |
| Zlatá medaile    | Miroslava Knapková    | Česko       | 7:54,37 |       |
| Stříbrná medaile | Fie Udby Erichsenová  | Dánsko      | 7:57,72 |       |
| Bronzová medaile | Kim Crowová           | Austrálie   | 7:58,04 |       |
| 4                | Emma Twiggová         | Nový Zéland | 8:01,76 |       |
| 5                | Jekatěrina Karstenová | Bělorusko   | 8:02,86 |       |
| 6                | Zhang Xiuyun          | Čína        | 8:03,10 |       |